# Stefanweissita
La stefanweissita és un mineral de la classe dels òxids. Rep el nom en honor de Stefan Weiss (n. 1955), geòleg, mineralogista i petròleg alemany. Editor de la revista LAPIS. Del 1979 al 2017, va publicar més de 180 articles a LAPIS, i també va ser autor de diversos llibres.

## Característiques
La stefanweissita és un òxid de fórmula química (Ca,REE)₂Zr₂(Nb,Ti)(Ti,Nb)₂Fe2+O14. Va ser aprovada com a espècie vàlida per l'Associació Mineralògica Internacional l'any 2018, sent publicada per primera vegada el 2019. Cristal·litza en el sistema ortoròmbic. És una espècie estretament relacionada amb la nöggerathita-(Ce).
L'exemplar que va servir per a determinar l'espècie, el que es coneix com a material tipus, es troba conservat al Museu Mineralògic Fersmann, de l'Acadèmia de Ciències de Rússia, a Moscou (Rússia), amb el número de registre: 5191/1.

## Formació i jaciments
Va ser descoberta a les pedreres In den Dellen, situades a Mendig, dins el districte de Mayen-Koblenz (Renània-Palatinat, Alemanya), on es troba en forma de cristalls prismàtics llargs de fins a 0,03x0,07x1,0 mm i de cristalls aciculars de fins a 2 mm de llarg i 0,02 mm de gruix, típicament combinats en agregats radiats. Es tracta de l'únic indret de tot el planeta on ha estat descrita aquesta espècie mineral.